# Prionostemma referens
Prionostemma referens is een hooiwagen uit de familie Sclerosomatidae.